# Lista över insjöar i Sverige med namn som slutar på -lamm
-lamm  utgör slutled i åtminstone följande insjöanamn i Sverige:
- Kujkalamm, sjö i Ljusnarsbergs kommun och Västmanland 60°04′25″N 14°47′59″Ö / 60.07361°N 14.79965°Ö
- Bidamalamm, sjö i Torsby kommun och Värmland 60°38′06″N 12°41′32″Ö / 60.63500°N 12.69217°Ö
- Gårdålamm, sjö i Torsby kommun och Värmland 60°35′04″N 12°34′46″Ö / 60.58445°N 12.57946°Ö
- Haglamm, sjö i Filipstads kommun och Värmland 60°03′00″N 14°19′02″Ö / 60.05003°N 14.31732°Ö
- Hejginlamm, sjö i Torsby kommun och Värmland 60°39′45″N 12°40′24″Ö / 60.66240°N 12.67323°Ö
- Hotlamm, sjö i Torsby kommun och Värmland 60°19′38″N 12°36′54″Ö / 60.32734°N 12.61503°Ö
- Laokolamm, sjö i Torsby kommun och Värmland 60°42′36″N 12°30′24″Ö / 60.71005°N 12.50674°Ö
- Lillulamm, sjö i Torsby kommun och Värmland 60°38′35″N 12°40′23″Ö / 60.64300°N 12.67311°Ö
- Sackplamm, sjö i Torsby kommun och Värmland 60°34′10″N 12°36′46″Ö / 60.56936°N 12.61290°Ö
- Sondolamm, sjö i Torsby kommun och Värmland 60°43′33″N 12°28′59″Ö / 60.72572°N 12.48312°Ö
- Särklamm, sjö i Torsby kommun och Värmland 60°32′31″N 12°36′15″Ö / 60.54203°N 12.60429°Ö
- Veckalamm, sjö i Torsby kommun och Värmland 60°32′31″N 12°36′00″Ö / 60.54183°N 12.59993°Ö
- Avenlamm, sjö i Orsa kommun och Dalarna 61°25′31″N 14°57′00″Ö / 61.42524°N 14.94992°Ö
- Galjulamm, sjö i Rättviks kommun och Dalarna 61°28′21″N 15°07′37″Ö / 61.47246°N 15.12705°Ö
- Hakalamm, sjö i Ludvika kommun och Dalarna 60°09′39″N 14°46′50″Ö / 60.16071°N 14.78042°Ö
- Haukalamm, sjö i Orsa kommun och Dalarna 61°32′31″N 14°37′37″Ö / 61.54201°N 14.62684°Ö
- Hejkenlamm, sjö i Orsa kommun och Dalarna 61°28′10″N 14°53′53″Ö / 61.46933°N 14.89806°Ö
- Hejnalamm, sjö i Rättviks kommun och Dalarna 61°31′41″N 15°11′13″Ö / 61.52793°N 15.18692°Ö
- Hejnolamm, sjö i Orsa kommun och Dalarna 61°28′36″N 14°34′38″Ö / 61.47660°N 14.57715°Ö
- Hevoslamm, sjö i Orsa kommun och Dalarna 61°34′41″N 14°35′34″Ö / 61.57815°N 14.59290°Ö
- Hirvilamm, sjö i Orsa kommun och Dalarna 61°25′55″N 15°02′27″Ö / 61.43198°N 15.04080°Ö
- Julkelamm, sjö i Ludvika kommun och Dalarna 60°08′07″N 14°33′20″Ö / 60.13526°N 14.55554°Ö
- Kerkolamm, sjö i Orsa kommun och Dalarna 61°24′36″N 14°55′14″Ö / 61.40989°N 14.92057°Ö
- Kisärklamm, sjö i Orsa kommun och Dalarna 61°21′49″N 14°59′48″Ö / 61.36370°N 14.99666°Ö
- Komolamm, sjö i Rättviks kommun och Dalarna 61°28′36″N 15°09′24″Ö / 61.47655°N 15.15661°Ö
- Kosinlamm, sjö i Orsa kommun och Dalarna 61°28′16″N 14°56′52″Ö / 61.47109°N 14.94791°Ö
- Kvicklamm, sjö i Ludvika kommun och Dalarna 60°06′11″N 14°15′23″Ö / 60.10310°N 14.25631°Ö
- Kvittlamm, sjö i Ludvika kommun och Dalarna 60°10′13″N 14°45′46″Ö / 60.17036°N 14.76282°Ö
- Kyralamm (Grangärde socken, Dalarna, 667102-144287), sjö i Ludvika kommun och Dalarna 60°09′14″N 14°46′35″Ö / 60.15377°N 14.77649°Ö
- Kyralamm (Grangärde socken, Dalarna, 667920-143747), sjö i Ludvika kommun och Dalarna 60°13′35″N 14°40′36″Ö / 60.22638°N 14.67677°Ö
- Lagalamm, sjö i Ludvika kommun och Dalarna 60°13′12″N 14°13′33″Ö / 60.22007°N 14.22571°Ö
- Latalamm, sjö i Ludvika kommun och Dalarna 60°09′39″N 14°44′18″Ö / 60.16092°N 14.73845°Ö
- Latolamm, sjö i Orsa kommun och Dalarna 61°24′05″N 14°56′03″Ö / 61.40136°N 14.93429°Ö
- Lilla Gerkolamm, sjö i Rättviks kommun och Dalarna 61°28′42″N 15°09′24″Ö / 61.47844°N 15.15676°Ö
- Nedre Korrolamm, sjö i Ludvika kommun och Dalarna 60°06′59″N 14°13′50″Ö / 60.11644°N 14.23050°Ö
- Nedre Koskilamm, sjö i Orsa kommun och Dalarna 61°26′28″N 14°55′51″Ö / 61.44109°N 14.93074°Ö
- Nedre Näckilamm, sjö i Orsa kommun och Dalarna 61°25′38″N 14°57′18″Ö / 61.42716°N 14.95493°Ö
- Niskulamm, sjö i Ludvika kommun och Dalarna 60°09′18″N 14°26′46″Ö / 60.15491°N 14.44602°Ö
- Norra Lisslamm, sjö i Filipstads kommun och Dalarna 60°14′56″N 13°58′13″Ö / 60.24901°N 13.97038°Ö
- Pasalamm, sjö i Malung-Sälens kommun och Dalarna 60°23′37″N 13°42′43″Ö / 60.39359°N 13.71188°Ö
- Paskalamm (Malungs socken, Dalarna), sjö i Malung-Sälens kommun och Dalarna 60°13′22″N 13°57′17″Ö / 60.22276°N 13.95471°Ö
- Paskalamm (Nås socken, Dalarna), sjö i Vansbro kommun och Dalarna 60°16′54″N 14°17′51″Ö / 60.28168°N 14.29759°Ö
- Paskalamm (Säfsnäs socken, Dalarna), sjö i Ludvika kommun och Dalarna 60°12′51″N 14°11′46″Ö / 60.21414°N 14.19605°Ö
- Pasklamm, sjö i Orsa kommun och Dalarna 61°32′54″N 14°31′51″Ö / 61.54824°N 14.53087°Ö
- Paskalamm (Rättviks socken, Dalarna), sjö i Rättviks kommun och Dalarna 61°28′33″N 15°08′55″Ö / 61.47570°N 15.14874°Ö
- Porroslamm, sjö i Orsa kommun och Dalarna 61°25′08″N 15°00′31″Ö / 61.41896°N 15.00872°Ö
- Puruslamm, sjö i Rättviks kommun och Dalarna 61°24′09″N 15°06′56″Ö / 61.40249°N 15.11565°Ö
- Rigalamm, sjö i Orsa kommun och Dalarna 61°35′17″N 14°29′56″Ö / 61.58814°N 14.49891°Ö
- Rombolamm, sjö i Ludvika kommun och Dalarna 60°13′18″N 14°12′36″Ö / 60.22168°N 14.21012°Ö
- Rovenlamm, sjö i Orsa kommun och Dalarna 61°26′47″N 14°28′06″Ö / 61.44631°N 14.46829°Ö
- Rutalamm, sjö i Rättviks kommun och Dalarna 61°28′45″N 15°08′31″Ö / 61.47917°N 15.14192°Ö
- Silisanlamm, sjö i Orsa kommun och Dalarna 61°28′24″N 14°51′10″Ö / 61.47342°N 14.85272°Ö
- Sopilamm, sjö i Orsa kommun och Dalarna 61°28′47″N 14°54′12″Ö / 61.47960°N 14.90339°Ö
- Stora Gerkolamm, sjö i Rättviks kommun och Dalarna 61°28′51″N 15°09′21″Ö / 61.48094°N 15.15595°Ö
- Stora Kangaslamm, sjö i Orsa kommun och Dalarna 61°27′19″N 14°57′26″Ö / 61.45535°N 14.95716°Ö
- Stora Korplamm, sjö i Vansbro kommun och Dalarna 60°17′45″N 14°13′20″Ö / 60.29588°N 14.22224°Ö
- Stora Kortalamm, sjö i Ludvika kommun och Dalarna 60°07′25″N 14°43′10″Ö / 60.12351°N 14.71951°Ö
- Stora Rämslamm, sjö i Vansbro kommun och Dalarna 60°20′03″N 14°19′09″Ö / 60.33408°N 14.31925°Ö
- Syvalamm, sjö i Orsa kommun och Dalarna 61°26′29″N 14°52′38″Ö / 61.44146°N 14.87731°Ö
- Södra Lisslamm, sjö i Filipstads kommun och Dalarna 60°14′35″N 13°58′05″Ö / 60.24305°N 13.96819°Ö
- Ömtelamm, sjö i Vansbro kommun och Dalarna 60°15′36″N 14°00′04″Ö / 60.26002°N 14.00102°Ö
- Övre Korrolamm, sjö i Ludvika kommun och Dalarna 60°07′15″N 14°14′07″Ö / 60.12080°N 14.23533°Ö
- Ackjalamm, sjö i Ljusdals kommun och Hälsingland 61°42′55″N 14°53′56″Ö / 61.71514°N 14.89897°Ö
- Ajtolamm, sjö i Ljusdals kommun och Hälsingland 61°35′53″N 14°36′06″Ö / 61.59815°N 14.60173°Ö
- Hangaslamm, sjö i Ljusdals kommun och Hälsingland 61°43′05″N 14°41′44″Ö / 61.71804°N 14.69558°Ö
- Hockalamm, sjö i Ljusdals kommun och Hälsingland 61°36′52″N 15°05′31″Ö / 61.61442°N 15.09190°Ö
- Kajvoslamm, sjö i Ljusdals kommun och Hälsingland 61°41′08″N 14°45′08″Ö / 61.68546°N 14.75229°Ö
- Kalliolamm, sjö i Ljusdals kommun och Hälsingland 61°38′23″N 14°38′35″Ö / 61.63970°N 14.64312°Ö
- Kamplamm, sjö i Ljusdals kommun och Hälsingland 61°31′10″N 14°42′29″Ö / 61.51953°N 14.70793°Ö
- Keskilamm, sjö i Ljusdals kommun och Hälsingland 61°30′53″N 15°06′05″Ö / 61.51468°N 15.10133°Ö
- Kolialamm, sjö i Ljusdals kommun och Hälsingland 61°37′41″N 14°41′41″Ö / 61.62793°N 14.69466°Ö
- Konsolamm, sjö i Ljusdals kommun och Hälsingland 61°34′25″N 15°15′56″Ö / 61.57367°N 15.26544°Ö
- Korplamm, sjö i Ljusdals kommun och Hälsingland 61°38′46″N 14°53′43″Ö / 61.64619°N 14.89533°Ö
- Kosilamm, sjö i Ljusdals kommun och Hälsingland 61°29′50″N 15°05′38″Ö / 61.49733°N 15.09402°Ö
- Kottlamm, sjö i Ljusdals kommun och Hälsingland 61°30′36″N 15°14′30″Ö / 61.51004°N 15.24175°Ö
- Kovaslamm, sjö i Ljusdals kommun och Hälsingland 61°37′19″N 14°50′13″Ö / 61.62192°N 14.83684°Ö
- Kängalamm, sjö i Ljusdals kommun och Hälsingland 61°49′29″N 14°58′26″Ö / 61.82482°N 14.97391°Ö
- Lettolamm, sjö i Ljusdals kommun och Hälsingland 61°34′44″N 15°06′39″Ö / 61.57890°N 15.11079°Ö
- Lill-Hockalamm, sjö i Ljusdals kommun och Hälsingland 61°37′14″N 15°05′05″Ö / 61.62067°N 15.08478°Ö
- Lilla Korsilamm, sjö i Ljusdals kommun och Hälsingland 61°37′05″N 14°45′08″Ö / 61.61797°N 14.75233°Ö
- Lilla Låhilamm, sjö i Ljusdals kommun och Hälsingland 61°37′56″N 14°42′13″Ö / 61.63222°N 14.70356°Ö
- Lilla Paskalamm, sjö i Ljusdals kommun och Hälsingland 61°32′50″N 15°15′55″Ö / 61.54729°N 15.26515°Ö
- Lådilamm, sjö i Ljusdals kommun och Hälsingland 61°37′15″N 14°48′02″Ö / 61.62085°N 14.80068°Ö
- Mylfylamm, sjö i Ljusdals kommun och Hälsingland 61°37′48″N 14°56′02″Ö / 61.63011°N 14.93389°Ö
- Myllylamm Norra, sjö i Ljusdals kommun och Hälsingland 61°37′57″N 14°56′15″Ö / 61.63247°N 14.93741°Ö
- Nedre Hänalamm, sjö i Ljusdals kommun och Hälsingland 61°42′00″N 14°47′43″Ö / 61.70005°N 14.79527°Ö
- Nedre Kockolamm, sjö i Ljusdals kommun och Hälsingland 61°31′08″N 15°04′57″Ö / 61.51880°N 15.08263°Ö
- Noppilamm, sjö i Ljusdals kommun och Hälsingland 61°48′48″N 15°07′53″Ö / 61.81321°N 15.13130°Ö
- Onglamm, sjö i Ljusdals kommun och Hälsingland 61°39′18″N 14°43′31″Ö / 61.65510°N 14.72540°Ö
- Oranlamm, sjö i Ljusdals kommun och Hälsingland 61°29′51″N 14°59′44″Ö / 61.49749°N 14.99544°Ö
- Ottalamm, sjö i Ljusdals kommun och Hälsingland 61°36′28″N 14°44′37″Ö / 61.60776°N 14.74363°Ö
- Pilkalamm, sjö i Ljusdals kommun och Hälsingland 61°35′32″N 14°45′04″Ö / 61.59212°N 14.75113°Ö
- Pilläkslamm, sjö i Ljusdals kommun och Hälsingland 61°35′33″N 15°08′55″Ö / 61.59245°N 15.14853°Ö
- Pispanlamm, sjö i Ljusdals kommun och Hälsingland 61°29′53″N 14°56′48″Ö / 61.49800°N 14.94661°Ö
- Polamm, sjö i Ljusdals kommun och Hälsingland 61°36′17″N 14°57′34″Ö / 61.60469°N 14.95948°Ö
- Rickolamm, sjö i Ljusdals kommun och Hälsingland 61°37′22″N 14°56′50″Ö / 61.62283°N 14.94711°Ö
- Risolamm, sjö i Ljusdals kommun och Hälsingland 61°33′48″N 14°42′47″Ö / 61.56337°N 14.71297°Ö
- Roklamm, sjö i Ljusdals kommun och Hälsingland 61°36′31″N 14°57′38″Ö / 61.60874°N 14.96069°Ö
- Salmilamm, sjö i Ljusdals kommun och Hälsingland 61°30′28″N 15°14′06″Ö / 61.50777°N 15.23503°Ö
- Sildakorvalamm, sjö i Ljusdals kommun och Hälsingland 61°30′29″N 14°45′10″Ö / 61.50813°N 14.75267°Ö
- Solamm, sjö i Ljusdals kommun och Hälsingland 61°36′41″N 14°57′46″Ö / 61.61136°N 14.96288°Ö
- Stora Korsilamm, sjö i Ljusdals kommun och Hälsingland 61°37′02″N 14°45′45″Ö / 61.61733°N 14.76253°Ö
- Stora Låhilamm, sjö i Ljusdals kommun och Hälsingland 61°37′20″N 14°42′40″Ö / 61.62232°N 14.71108°Ö
- Stora Mackaralamm, sjö i Ljusdals kommun och Hälsingland 61°38′53″N 14°37′26″Ö / 61.64815°N 14.62393°Ö
- Stora Paskalamm, sjö i Ljusdals kommun och Hälsingland 61°33′18″N 15°15′49″Ö / 61.55509°N 15.26351°Ö
- Särkilamm, sjö i Ljusdals kommun och Hälsingland 61°30′51″N 15°03′20″Ö / 61.51408°N 15.05569°Ö
- Tämmingslamm, sjö i Ljusdals kommun och Hälsingland 61°38′43″N 14°50′35″Ö / 61.64539°N 14.84309°Ö
- Övre Hänalamm, sjö i Ljusdals kommun och Hälsingland 61°42′23″N 14°47′03″Ö / 61.70634°N 14.78410°Ö